# Rajd Tysiąca Jezior 1960
Rajd 1000 Jezior 1960 (10. Jyväskylän Suurajot - Rally of the 1000 Lakes) – 10. edycja rajdu samochodowego Rajdu 1000 Jezior rozgrywanego w Finlandii. Rozgrywany był od 19 do 21 sierpnia 1960 roku. Była to ósma runda Rajdowych Mistrzostw Europy w roku 1960.

## Klasyfikacja rajdu
| Miejsce                      | Kierowca                     | Pilot                        | Samochód                      | Czas                         | Strata                       |                              |
| Klasyfikacja generalna i ERC | Klasyfikacja generalna i ERC | Klasyfikacja generalna i ERC | Klasyfikacja generalna i ERC  | Klasyfikacja generalna i ERC | Klasyfikacja generalna i ERC | Klasyfikacja generalna i ERC |
| ---------------------------- | ---------------------------- | ---------------------------- | ----------------------------- | ---------------------------- | ---------------------------- | ---------------------------- |
| 1.                           | Carl-Otto Bremer             | Juhani Lampi                 | Saab 96                       | 1:52:11                      | 0.0                          |                              |
| 2.                           | Erik Carlsson                | Lennart Simonsson            | Saab 96                       | 1:52:28                      | +17                          |                              |
| 3.                           | Carl-Magnus Skogh            | Rolf Skogh                   | Saab 96                       | 1:52:54                      | +43                          |                              |
| 4.                           | Gunnar Andersson             | Bo Hellberg                  | Volvo 544                     | 1:55:14                      | +3:03                        |                              |
| 5.                           | Harry Bengtsson              | Åke Righard                  | Volkswagen Käfer Typ 122 1200 | 1:56:17                      | +4:06                        |                              |
| 6.                           | Åke Thambert                 | Gunnar Häggbom               | Ford Anglia 1000              | 1:56:17                      | +4:06                        |                              |
| 7.                           | Rauno Aaltonen               | Pentii Siutla                | Mercedes-Benz 220 SE          | 1:56:31                      | +4:20                        |                              |
| 8.                           | Rune Larsson                 | Rolf Borg                    | Volkswagen Käfer Typ 122 1200 | 1:56:45                      | +4:34                        |                              |
| 9.                           | René Trautmann               | Jean-Claude Ogier            | Citroën ID 19                 | 1:56:51                      | +4:40                        |                              |
| 10.                          | Jorma Oksanen                | Pentti Suhonen               | Saab 96                       | 1:57:30                      | +5:19                        |                              |